# Pcap (interfaz)
El pcap es una interfaz de una aplicación de programación para captura de paquetes. La implementación del pcap para sistemas basados en Unix se conoce como libpcap; el port para Windows del libpcap recibe el nombre de WinPcap.
El libpcap y WinPcap pueden ser utilizados por un programa para capturar los paquetes que viajan por toda la red y, en las versiones más recientes, para transmitir los paquetes en la capa de enlace de una red, así como para conseguir una lista de las interfaces de red que se pueden utilizar con el libpcap o WinPcap.
El libpcap y WinPcap son la captura del paquete y los motores de filtración de muchas herramientas de código abierto y comerciales de la red, incluyendo analizadores de protocolo, monitores de la red, sistemas de detección de intrusos en la red, programas de captura de las tramas de red (packet sniffers), generadores de tráfico y puesta a punto de la red. 

## Algunos programas que utilizan libpcap/WinPcap
- tcpdump, una herramienta para capturar y descargar los paquetes para futuros análisis, y WinDump, la versión portada a Windows del tcpdump..

- Snort, un sistema de detección de intrusos en la red.

- Wireshark, un analizador del tráfico de la red.

- Nmap, una utilidad para escanear puertos y huellas digitales/dactilares una petición de la interrupción (IRQ) es una frase usada para referir al acto de la interrupción, de las líneas del autobús usadas para señalar una interrupción, o de las líneas de entrada de la interrupción en un regulador de interrupción programable (PIC) en la red.

- Cain & Abel, una herramienta para recuperar contraseñas para Windows, que también incluye funciones de sniffer y detector de redes Wi-Fi.

## Contenedores para el uso de libpcap/WinPcap en Lenguajes distintos a C y C++
- Pcap.Net Archivado el 3 de abril de 2010 en Wayback Machine.